# Nikkei 225

L'andamento del Nikkei 225 dal gennaio 1970 ad oggi.

Il Nikkei 225 (日経平均株価, 日経225?, Nikkei heikin kabuka) è un segmento della Borsa di Tokyo (Tokyo Stock Exchange - TSE).
L'indice contiene i 225 titoli delle maggiori 225 compagnie quotate al TSE, e la media del segmento viene calcolato giornalmente dal quotidiano Nihon Keizai Shinbun dal 1971. Il listino contiene i titoli a maggiori capitalizzazione (l'unità di base è lo Yen), mentre i 225 componenti vengono ricalcolati una volta l'anno.

## Storia
Iniziò ad essere calcolato a partire dal 7 settembre 1950, retroattivamente dal 16 maggio 1949. A partire da gennaio 2010, è aggiornato ogni 15 secondi.

Il massimo storico dell'indice Nikkei 225 è stato raggiunto il 29 dicembre 1989 a quota 38957.44, durante la bolla speculativa giapponese.
È un indice pesato sul prezzo delle azioni, e di tipo large-cap, che rappresenta l'intero mercato. Pertanto, non sono presenti pesi specifici per i diversi settori economici cui appartiene un titolo: tutte le azioni hanno un eguale peso basato su un valore alla pari (valore nominale) di 50 yen.

## Componenti
A partire dal febbraio 2017, il Nikkei 225 è composto dalle seguenti società: (codice identificativo titoli giapponese in parentesi)

### Alimenti
- Ajinomoto Co., Inc. (Borsa di Tokyo: 2802 )
- Asahi Breweries, Ltd. (Borsa di Tokyo: 2502 )
- Japan Tobacco Inc. (Borsa di Tokyo: 2914 )
- Kikkoman Corp. (Borsa di Tokyo: 2801 )
- Kirin Brewery Co., Ltd. (Borsa di Tokyo: 2503 )
- Meiji Holdings Company, Limited (Borsa di Tokyo: 2269 )
- Nichirei Corp. (Borsa di Tokyo: 2871 )
- Nippon Meat Packers, Inc. (Borsa di Tokyo: 2282 )
- Nisshin Seifun Group Inc. (Borsa di Tokyo: 2002 )
- Sapporo Holdings Ltd. (Borsa di Tokyo: 2501 )
- Takara Holdings Inc. (Borsa di Tokyo: 2531 )

### Tessile e abbigliamento
- Nisshinbo Industries, Inc. (Borsa di Tokyo: 3105 )
- Teijin Ltd. (Borsa di Tokyo: 3401 )
- Toray Industries, Inc. (Borsa di Tokyo: 3402 )
- Toyobo Co., Ltd. (Borsa di Tokyo: 3101 )
- Unitika, Ltd. (Borsa di Tokyo: 3103 )

### Polpa e carta
- Hokuetsu Paper Mills, Ltd. (Borsa di Tokyo: 3865 )
- Nippon Paper Group, Inc. (Borsa di Tokyo: 3863 )
- Oji Paper Co., Ltd. (Borsa di Tokyo: 3861 )

### Sostanze chimiche
- Asahi Kasei Corp. (Borsa di Tokyo: 3407 )
- Denki Kagaku Kogyo K.K. (Borsa di Tokyo: 4061 )
- Fujifilm Holdings Corp. (Borsa di Tokyo: 4901 )
- Kao Corp. (Borsa di Tokyo: 4452 )
- Kuraray Co., Ltd. (Borsa di Tokyo: 3405 )
- Mitsubishi Chemical Holdings Corp. (Borsa di Tokyo: 4188 )
- Mitsui Chemicals, Inc. (Borsa di Tokyo: 4183 )
- Nippon Kayaku Co., Ltd. (Borsa di Tokyo: 4272 )
- Nissan Chemical Industries, Ltd. (Borsa di Tokyo: 4021 )
- Nitto Denko (Template:TYO)
- Shin-Etsu Chemical Co., Ltd. (Borsa di Tokyo: 4063 )
- Shiseido Co., Ltd. (Borsa di Tokyo: 4911 )
- Showa Denko K.K. (Borsa di Tokyo: 4004 )
- Sumitomo Chemical Co., Ltd. (Borsa di Tokyo: 4005 )
- Tokuyama Corporation (Template:TYO)
- Tosoh Corp. (Borsa di Tokyo: 4042 )
- Ube Industries, Ltd. (Borsa di Tokyo: 4208 )

### Farmaceutica
- Astellas Pharma Inc. (Borsa di Tokyo: 4503 )
- Chugai Pharmaceutical Co., Ltd. (Borsa di Tokyo: 4519 )
- Daiichi Sankyo Co., Ltd. (Borsa di Tokyo: 4568 )
- Dainippon Sumitomo Pharma Co., Ltd. (Borsa di Tokyo: 4506 )
- Eisai Co., Ltd. (Borsa di Tokyo: 4523 )
- Kyowa Hakko Kirin Co., Ltd. (Borsa di Tokyo: 4151 )
- Shionogi & Co., Ltd. (Borsa di Tokyo: 4507 )
- Takeda Pharmaceutical Co., Ltd. (Borsa di Tokyo: 4502 )

### Prodotti petroliferi
- JX Holdings (Borsa di Tokyo: 5020 )
- Showa Shell Sekiyu K.K. (Borsa di Tokyo: 5002 )

### Prodotti in gomma
- Bridgestone Corp. (Borsa di Tokyo: 5108 )
- The Yokohama Rubber Co., Ltd. (Borsa di Tokyo: 5101 )

### Vetro e ceramica
- Asahi Glass, Ltd. (Borsa di Tokyo: 5201 )
- NGK Insulators, Ltd. (Borsa di Tokyo: 5333 )
- Nippon Electric Glass Co., Ltd. (Borsa di Tokyo: 5214 )
- Nippon Sheet Glass Co., Ltd. (Borsa di Tokyo: 5202 )
- Sumitomo Osaka Cement Co., Ltd. (Borsa di Tokyo: 5232 )
- Taiheiyo Cement Corp. (Borsa di Tokyo: 5233 )
- Tokai Carbon Co., Ltd. (Borsa di Tokyo: 5301 )
- Toto Ltd. (Borsa di Tokyo: 5332 )

### Prodotti in acciaio
- JFE Holdings, Inc. (Borsa di Tokyo: 5411 )
- Kobe Steel, Ltd. (Borsa di Tokyo: 5406 )
- Nippon Steel Corp. (Borsa di Tokyo: 5401 )
- Nisshin Steel Co., Ltd. (Borsa di Tokyo: 5413 )
- Pacific Metals Co., Ltd. (Borsa di Tokyo: 5541 )
- Sumitomo Metal Industries, Ltd. (Borsa di Tokyo: 5405 )

### Metalli non ferrosi
- Dowa Holdings Co., Ltd. (Borsa di Tokyo: 5714 )
- Fujikura Ltd. (Borsa di Tokyo: 5803 )
- Furukawa Co., Ltd. (Borsa di Tokyo: 5715 )
- The Furukawa Electric Co., Ltd. (Borsa di Tokyo: 5801 )
- Mitsubishi Materials Corp. (Borsa di Tokyo: 5711 )
- Mitsui Mining & Smelting Co., Ltd. (Borsa di Tokyo: 5706 )
- Nippon Light Metal Co., Ltd (Borsa di Tokyo: 5703 )
- SUMCO Corp. (Borsa di Tokyo: 3436 )
- Sumitomo Electric Industries, Ltd. (Borsa di Tokyo: 5802 )
- Sumitomo Metal Mining Co., Ltd. (Borsa di Tokyo: 5713 )
- Toho Zinc Co., Ltd. (Borsa di Tokyo: 5707 )
- Toyo Seikan Kaisha, Ltd. (Borsa di Tokyo: 5901 )

### Macchinari
- Amada Co. Ltd.  (Borsa di Tokyo: 6113 )
- Chiyoda Corp. (Borsa di Tokyo: 6366 )
- Daikin Industries, Ltd. (Borsa di Tokyo: 6367 )
- Ebara Corp. (Borsa di Tokyo: 6361 )
- Hitachi Construction Machinery Co., Ltd. (Borsa di Tokyo: 6305 )
- Hitachi Zōsen Corporation (Borsa di Tokyo: 7004 )
- IHI Corp. (Borsa di Tokyo: 7013 )
- The Japan Steel Works, Ltd. (Borsa di Tokyo: 5631 )
- JTEKT Corp. (Borsa di Tokyo: 6473 )
- Komatsu Ltd. (Borsa di Tokyo: 6301 )
- Kubota Corp. (Borsa di Tokyo: 6326 )
- Mitsubishi Heavy Industries, Ltd. (Borsa di Tokyo: 7011 )
- NSK Ltd. (Borsa di Tokyo: 6471 )
- NTN Corp. (Borsa di Tokyo: 6472 )
- Okuma Holdings, Inc. (Borsa di Tokyo: 6103 )
- Sumitomo Heavy Industries, Ltd. (Borsa di Tokyo: 6302 )

### Macchine elettriche
- Advantest Corp. (Borsa di Tokyo: 6857 )
- Alps Electric Co., Ltd. (Borsa di Tokyo: 6770 )
- Canon Inc. (Borsa di Tokyo: 7751 )
- Casio Computer Co., Ltd. (Borsa di Tokyo: 6952 )
- Dainippon Screen Mfg. Co., Ltd. (Borsa di Tokyo: 7735 )
- Denso Corp. (Borsa di Tokyo: 6902 )
- FANUC Corp. (Borsa di Tokyo: 6954 )
- Fuji Electric Holdings Co., Ltd. (Borsa di Tokyo: 6504 )
- Fujitsu Ltd. (Borsa di Tokyo: 6702 )
- GS Yuasa Corp. (Borsa di Tokyo: 6674 )
- Hitachi, Ltd. (Borsa di Tokyo: 6501 )
- Kyocera Corp. (Borsa di Tokyo: 6971 )
- Panasonic Corp. (Borsa di Tokyo: 6752 )
- Meidensha Corp. (Borsa di Tokyo: 6508 )
- Minebea Co., Ltd. (Borsa di Tokyo: 6479 )
- Mitsubishi Electric Corp. (Borsa di Tokyo: 6503 )
- Mitsumi Electric Co., Ltd. (Borsa di Tokyo: 6767 )
- NEC Corp. (Borsa di Tokyo: 6701 )
- Oki Electric Industry Co., Ltd. (Borsa di Tokyo: 6703 )
- Pioneer Corporation (Borsa di Tokyo: 6773 )
- Ricoh (Borsa di Tokyo: 7752 )
- Sony Corp. (Borsa di Tokyo: 6758 )
- Taiyo Yuden Co., Ltd. (Borsa di Tokyo: 6976 )
- TDK Corp. (Borsa di Tokyo: 6762 )
- Tokyo Electron Ltd. (Borsa di Tokyo: 8035 )
- Toshiba Corp. (Borsa di Tokyo: 6502 )
- Yaskawa Electric Corporation, Limited (Borsa di Tokyo: 6506 )
- Yokogawa Electric Corp. (Borsa di Tokyo: 6841 )

### Costruzione navale
- Kawasaki Heavy Industries, Ltd. (Borsa di Tokyo: 7012 )
- Mitsui Engineering & Shipbuilding Co., Ltd. (Borsa di Tokyo: 7003 )

### Settore automobilistico
- Fuji Heavy Industries Ltd. (Borsa di Tokyo: 7270 )
- Hino Motors, Ltd. (Borsa di Tokyo: 7205 )
- Honda Motor Co., Ltd. (Borsa di Tokyo: 7267 )
- Isuzu Motors Ltd. (Borsa di Tokyo: 7202 )
- Mazda Motor Corp. (Borsa di Tokyo: 7261 )
- Mitsubishi Motors Corp. (Borsa di Tokyo: 7211 )
- Nissan Motor Co., Ltd. (Borsa di Tokyo: 7201 )
- Suzuki Motor Corp. (Borsa di Tokyo: 7269 )
- Toyota Motor Corp. (Borsa di Tokyo: 7203 )
- Yamaha Motor Corp. (Borsa di Tokyo: 7272 )

### Strumenti di precisione
- Citizen Holdings Co., Ltd. (Borsa di Tokyo: 7762 )
- Konica Minolta Holdings, Inc. (Borsa di Tokyo: 4902 )
- Nikon Corp. (Borsa di Tokyo: 7731 )
- Olympus Corp. (Borsa di Tokyo: 7733 )
- Terumo Corp. (Borsa di Tokyo: 4543 )

### Altri produttori
- Dai Nippon Printing Co., Ltd. (Borsa di Tokyo: 7912 )
- Toppan Printing Co., Ltd. (Borsa di Tokyo: 7911 )
- Yamaha Corp. (Borsa di Tokyo: 7951 )

### Pesca
- Nippon Suisan Kaisha, Ltd. (Borsa di Tokyo: 1332 )
- Maruha Nichiro Holdings, Inc. (Borsa di Tokyo: 1333 )

### Estrazione
- Inpex Corp. (Borsa di Tokyo: 1605 )

### Costruzione
- Comsys Holdings Corp. (Borsa di Tokyo: 1721 )
- Daiwa House Industry Co., Ltd. (Borsa di Tokyo: 1925 )
- JGC Corporation (Borsa di Tokyo: 1963 )
- Kajima Corp. (Borsa di Tokyo: 1812 )
- Obayashi Corp. (Borsa di Tokyo: 1802 )
- Sekisui House, Ltd. (Borsa di Tokyo: 1928 )
- Shimizu Corp. (Borsa di Tokyo: 1803 )
- Taisei Corp. (Borsa di Tokyo: 1801 )
- Haseko Corp. (Borsa di Tokyo: 1808 )

### Aziende commerciali
- Itochu Corp. (Borsa di Tokyo: 8001 )
- Marubeni Corp. (Borsa di Tokyo: 8002 )
- Mitsubishi Corp. (Borsa di Tokyo: 8058 )
- Mitsui & Co., Ltd. (Borsa di Tokyo: 8031 )
- Sojitz Corp. (Borsa di Tokyo: 2768 )
- Sumitomo Corp. (Borsa di Tokyo: 8053 )
- Toyota Tsusho Corp. (Borsa di Tokyo: 8015 )

### Al dettaglio
- Aeon Co., Ltd. (Borsa di Tokyo: 8267 )
- Fast Retailing Co., Ltd. (Borsa di Tokyo: 9983 )
- Isetan Mitsukoshi Holdings Ltd. (Borsa di Tokyo: 3099 )
- J. Front Retailing Co., Ltd. (Borsa di Tokyo: 3086 )
- Marui Group Co., Ltd. (Borsa di Tokyo: 8252 )
- Seven & I Holdings Co., Ltd. (Borsa di Tokyo: 3382 )
- Takashimaya Co., Ltd. (Borsa di Tokyo: 8233 )
- Úny Co., Ltd. (Borsa di Tokyo: 8270 )

### Bancario
- Aozora Bank, Ltd. (Borsa di Tokyo: 8304 )
- The Bank of Yokohama, Ltd. (Borsa di Tokyo: 8332 )
- The Chiba Bank, Ltd. (Borsa di Tokyo: 8331 )
- Sumitomo Mitsui Trust Holdings, Inc. (Borsa di Tokyo: 8309 )
- Fukuoka Financial Group, Inc. (Borsa di Tokyo: 8354 )
- Mitsubishi UFJ Financial Group, Inc. (Borsa di Tokyo: 8306 )
- Mizuho Financial Group, Inc. (Borsa di Tokyo: 8411 )
- Resona Holdings, Inc. (Borsa di Tokyo: 8308 )
- Shinsei Bank, Ltd. (Borsa di Tokyo: 8303 )
- The Shizuoka Bank, Ltd. (Borsa di Tokyo: 8355 )
- Sumitomo Mitsui Financial Group, Inc. (Borsa di Tokyo: 8316 )

### Securities
- Daiwa Securities Group Inc. (Borsa di Tokyo: 8601 )
- Matsui Securities Co., Ltd. (Borsa di Tokyo: 8628 )
- Nomura Holdings, Inc. (Borsa di Tokyo: 8604 )

### Assicurazione
- Dai-ichi Life Insurance Company, Limited (Borsa di Tokyo: 8750 )
- MS&AD Insurance Group, Inc. (Borsa di Tokyo: 8725 )
- NKSJ Holdings, Inc. (Borsa di Tokyo: 8830 )
- Sony Financial Holdings Inc. (Borsa di Tokyo: 8729 )
- T&D Holdings, Inc. (Borsa di Tokyo: 8795 )
- Tokio Marine Holdings, Inc. (Borsa di Tokyo: 8766 )

### Altri servizi finanziari
- Credit Saison Co., Ltd. (Borsa di Tokyo: 8253 )

### Immobiliare
- Mitsubishi Estate Co., Ltd. (Borsa di Tokyo: 8802 )
- Mitsui Fudosan Co.,Ltd (Borsa di Tokyo: 8801 )
- Sumitomo Realty & Development Co., Ltd. (Borsa di Tokyo: 8830 )
- Tokyo Tatemono Co., Ltd. (Borsa di Tokyo: 8804 )
- Tokyu Land Corp. (Borsa di Tokyo: 3289 )

### Ferrovia / bus
- Central Japan Railway Company (Borsa di Tokyo: 9022 )
- East Japan Railway Company (Borsa di Tokyo: 9020 )
- Keio Corp. (Borsa di Tokyo: 9008 )
- Keisei Electric Railway Co., Ltd. (Borsa di Tokyo: 9009 )
- Odakyu Electric Railway Co., Ltd. (Borsa di Tokyo: 9007 )
- Tobu Railway Co., Ltd. (Borsa di Tokyo: 9001 )
- Tokyu Corp. (Borsa di Tokyo: 9005 )
- West Japan Railway Company (Borsa di Tokyo: 9021 )

### Altri trasporti terrestri
- Nippon Express Co., Ltd. (Borsa di Tokyo: 9062 )
- Yamato Holdings Co., Ltd. (Borsa di Tokyo: 9064 )

### Trasporto marittimo
- Kawasaki Kisen Kaisha, Ltd. (Borsa di Tokyo: 9107 )
- Mitsui O.S.K. Lines, Ltd. (Borsa di Tokyo: 9104 )
- Nippon Yusen K.K. (Borsa di Tokyo: 9101 )

### Trasporto aereo
- All Nippon Airways Co., Ltd. (Borsa di Tokyo: 9202 )

### Magazzinaggio
- Mitsubishi Logistics Corp. (Borsa di Tokyo: 9301 )

### Comunicazioni
- KDDI Corp. (Borsa di Tokyo: 9433 )
- Nippon Telegraph and Telephone Corp. (Borsa di Tokyo: 9432 )
- NTT Data Corp. (Borsa di Tokyo: 9613 )
- NTT DoCoMo, Inc. (Borsa di Tokyo: 9437 )
- SKY Perfect JSAT Holdings Inc. (Borsa di Tokyo: 9412 )
- Softbank Corp. (Borsa di Tokyo: 9984 )

### Energia elettrica
- Chubu Electric Power Co., Inc. (Borsa di Tokyo: 9502 )
- The Kansai Electric Power Co., Inc. (Borsa di Tokyo: 9503 )
- The Tokyo Electric Power Co., Inc. (Borsa di Tokyo: 9501 )

### Gas
- Osaka Gas Co., Ltd. (Borsa di Tokyo: 9532 )
- Tokyo Gas Co., Ltd. (Borsa di Tokyo: 9531 )

### Servizi
- Dentsu Inc. (Borsa di Tokyo: 4324 )
- Konami Corp. (Borsa di Tokyo: 9766 )
- Rakuten Inc. (Borsa di Tokyo: 4755 )
- Secom Co., Ltd. (Borsa di Tokyo: 9735 )
- Tokyo Dome Corp. (Borsa di Tokyo: 9681 )
- Toho Co., Ltd. (Borsa di Tokyo: 9602 )
- Trend Micro Inc. (Borsa di Tokyo: 4704 )
- Yahoo Japan Corp. (Borsa di Tokyo: 4689 )
- Dena Co., Ltd. (Borsa di Tokyo: 2432 )